# Acker-Kratzdistel
Die Acker-Kratzdistel (Cirsium arvense) oder Ackerdistel ist eine Pflanzenart aus der Gattung der Kratzdisteln (Cirsium) innerhalb Familie der Korbblütler (Asteraceae). Sie fällt vor allem wegen ihrer bedornten Blätter und ihrer violett gefärbten Blüten auf. Man findet sie an Weg- und Feldrändern, deshalb wird sie auch oft als „Ackerunkraut“ bezeichnet.

## Beschreibung

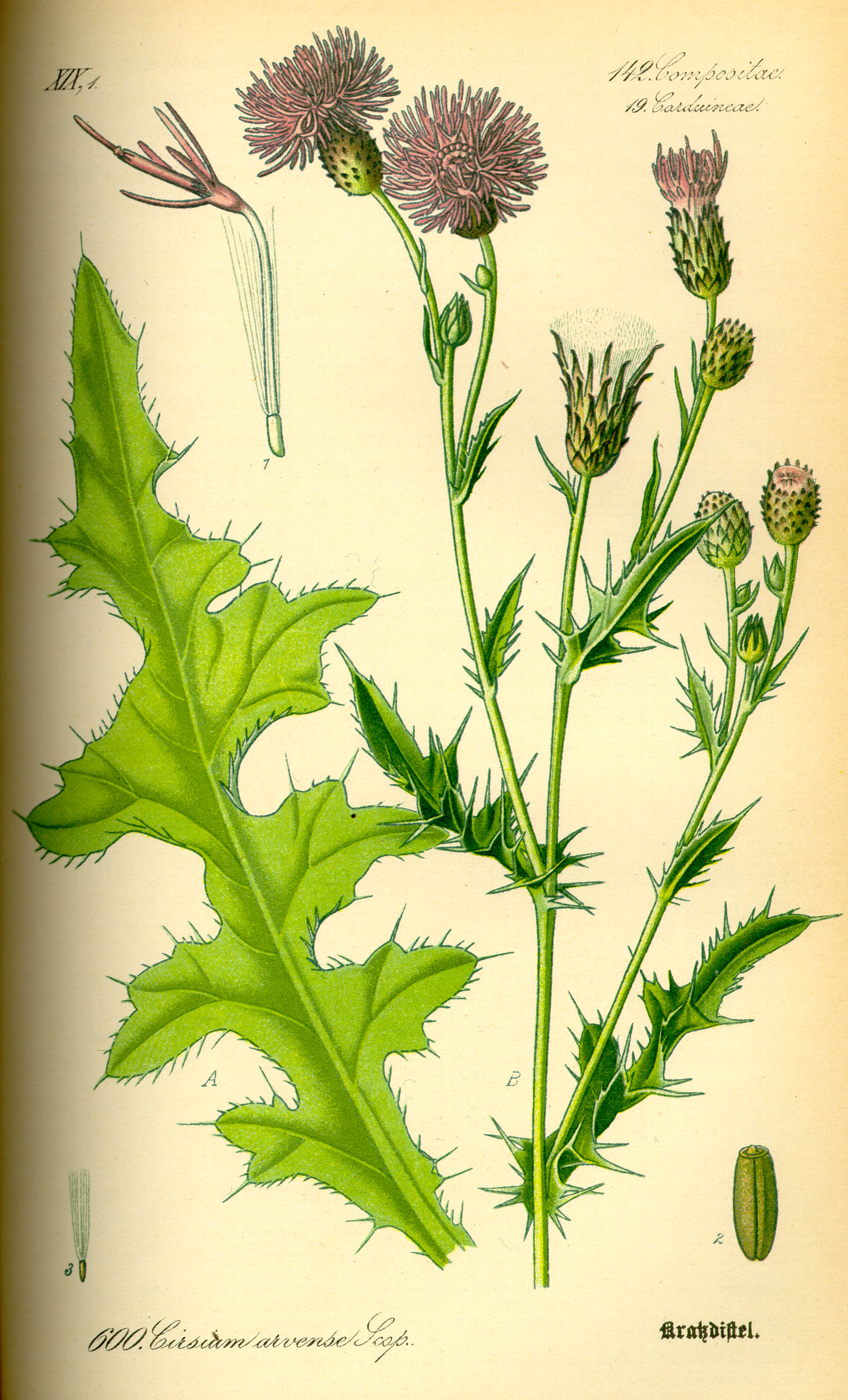
Illustration

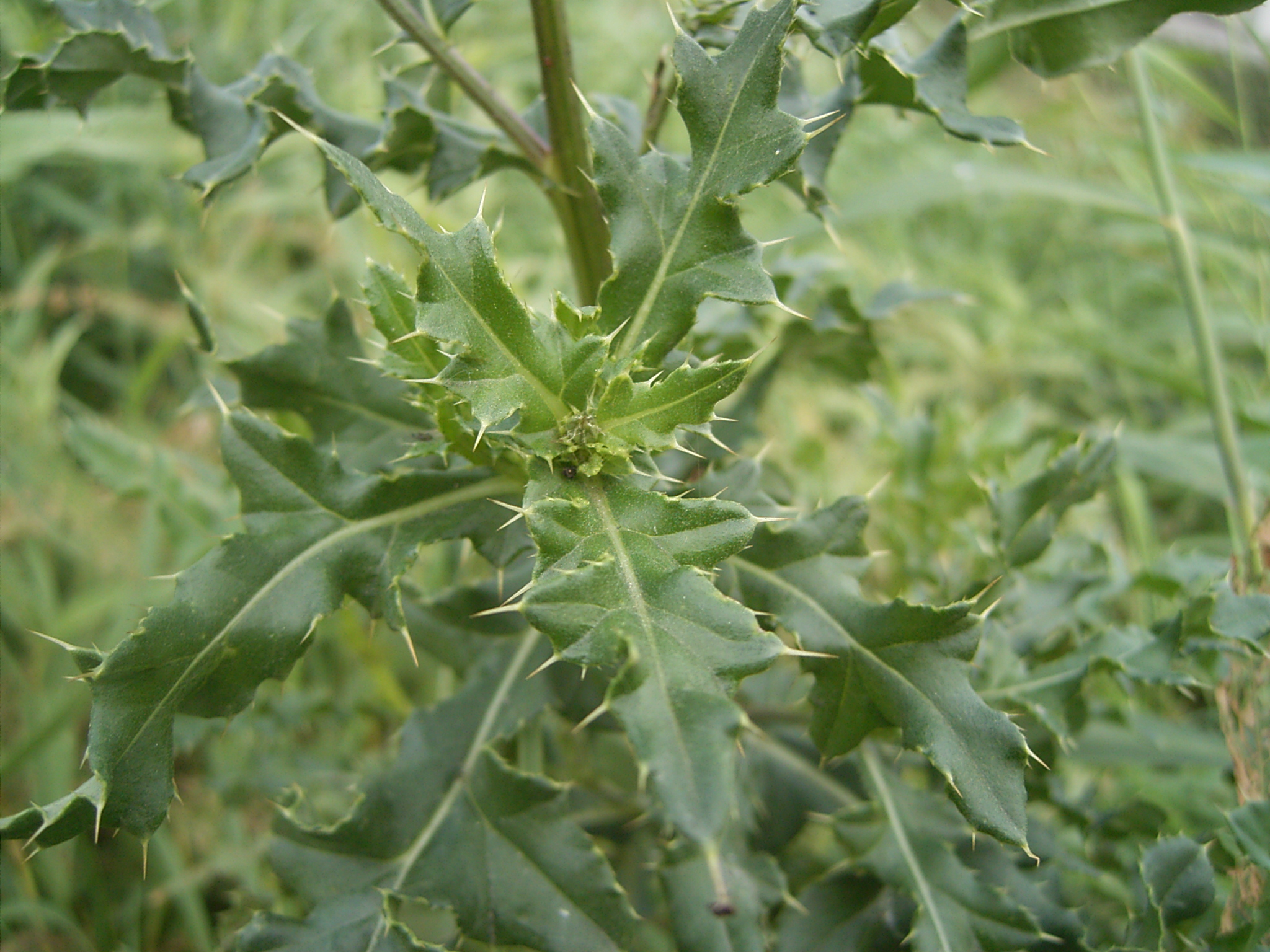
Blätter

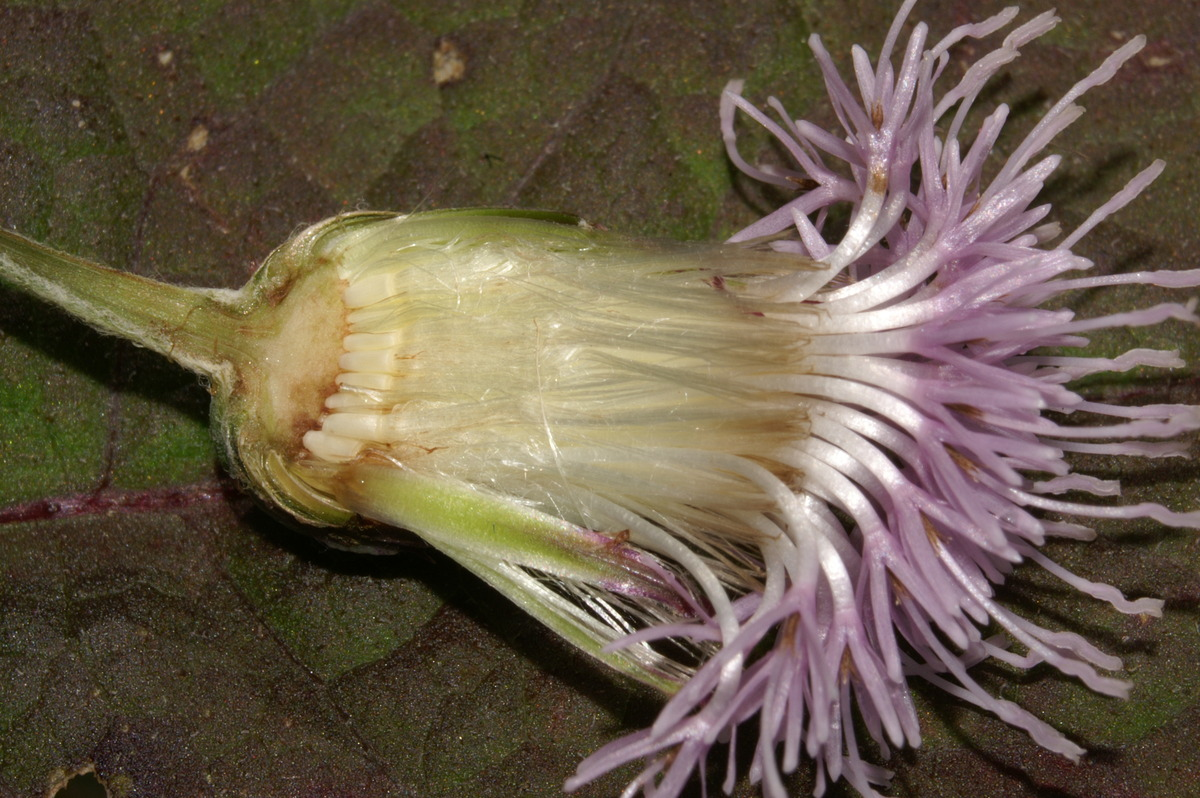
Schnitt durch Blütenkörbchen

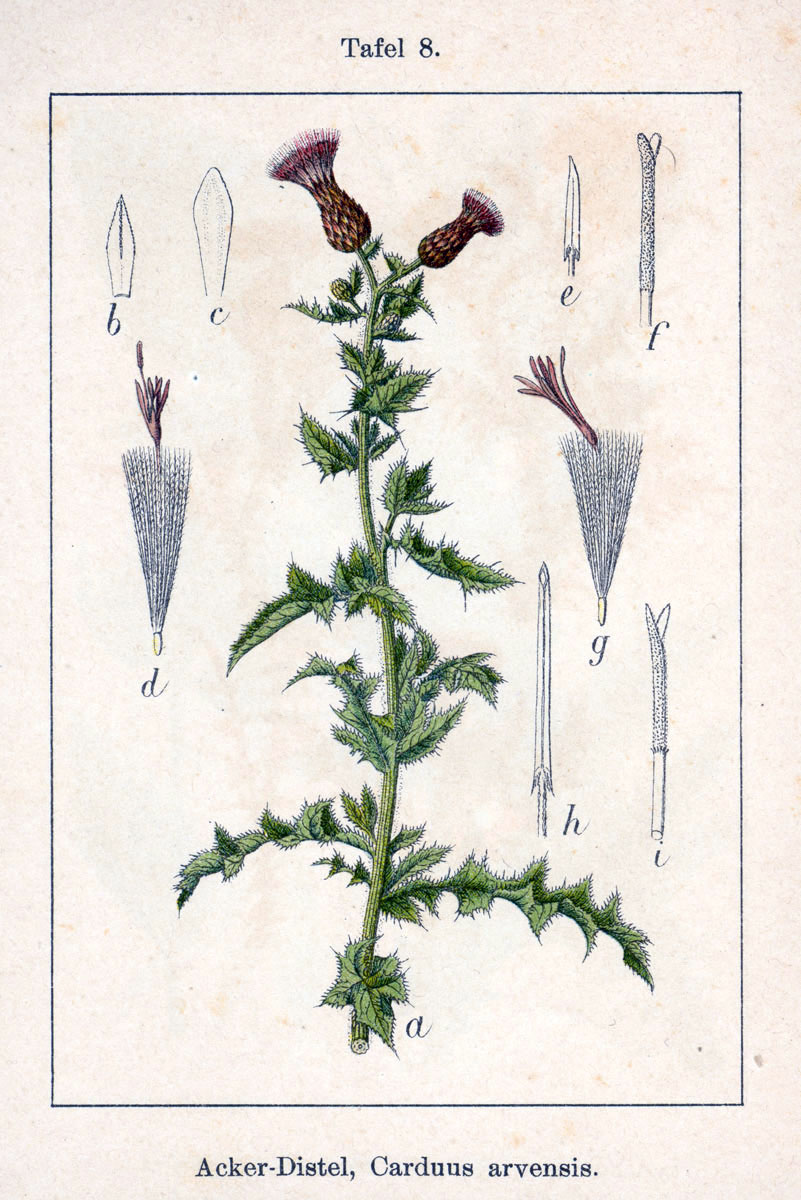
Illustration aus Sturm

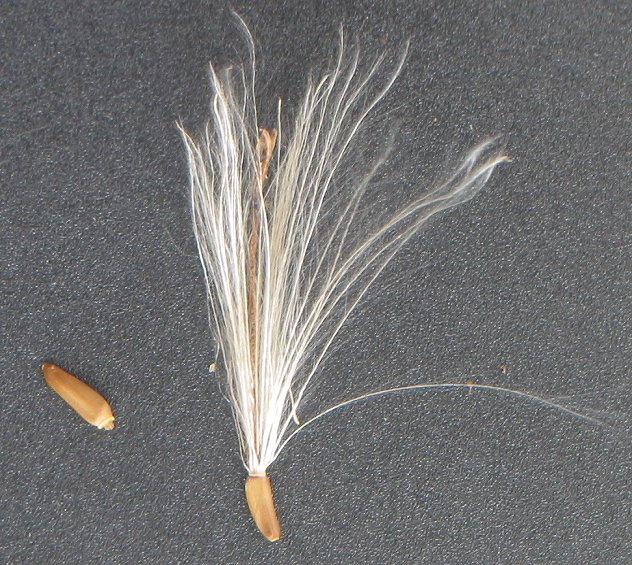
Achäne mit Pappus

Die Acker-Kratzdistel ist extrem variabel in Unterschieden in der Wuchshöhe, der Ausgestaltung der Laubblätter und der Größe der Blütenkörbchen.

### Vegetative Merkmale
Die Acker-Kratzdistel ist eine ausdauernde krautige Pflanze, die Wuchshöhen von 30 bis 150, selten bis zu 200 Zentimetern erreicht. Sie bildet waagrecht verlängerte, kriechende Rhizome aus. Der Stängel ist reich beblättert, meistens rispig verzweigt und nicht geflügelt. Er ist aufrecht, kantig gefurcht, kahl oder im oberen Teil spinnwebig-wollig behaart.
Die wechselständig angeordneten Laubblätter sind elliptisch bis lanzettlich, ungeteilt oder buchtig gezähnt bis fiederspaltig und weisen eine dornige Bewimperung auf. Die weichen bis starren Stacheln sind etwa 5 Millimeter lang und spitz. Im oberen Stängelbereich sind die Laubblätter jedoch nicht stachelig. Ihre Blattoberseite ist grün und kahl, die -unterseite kahl oder schwach wollig bis graufilzig behaart. Die Blattspreite der unteren Laubblätter ist in einen kurzen Stiel verschmälert, die oberen Laubblätter sind mit verschmälertemn Grund sitzend.

### Generative Merkmale
Die Blütezeit reicht von Juli bis Oktober. Die Acker-Kratzdistel ist gynodiözisch.
Ein schirmrispiger Gesamtblütenstand enthält viele körbchenförmige Teilblütenstände. Die Blütenkörbchen weisen einen Durchmesser von etwa 2 Zentimetern auf und enthalten etwa 100 meist zwittrige, vormännliche Blüten. Sie sind meist 25 bis 20 Millimeter lang. Daneben gibt es aber auch rein weibliche Pflanzenexemplare mit kleineren Körbchen und Blüten mit nur zwei bis drei Millimeter langen Kronzipfeln. Der Blütenstand enthält wie bei allen Arten der Tribus Cardueae nur Röhrenblüten. Ihr farbiger Blütenkronensaum ist bis zum Grund fünfspaltig. Die Blüte ist rötlich bis lilafarben. Die Hülle ist kugelig-eiförmig, die Hüllblätter sind meist lilafarben, die äußeren sind eiförmig zugespitzt mit sehr kurzer Stachelspitze; die inneren sind allmählich zugespitzt. Die Staubblätter sind fast kahl.
Die Achänen sind 4 Millimeter lang, olivgrün und glatt und besitzen einen federigen Pappus aus weißen Pappusborsten. Die Pappusborsten sind seidig weich, sind fast 3 Zentimeter lang und werden später gelb.
Die Chromosomenzahl beträgt 2n = 34.

## Ökologie und Inhaltsstoffe

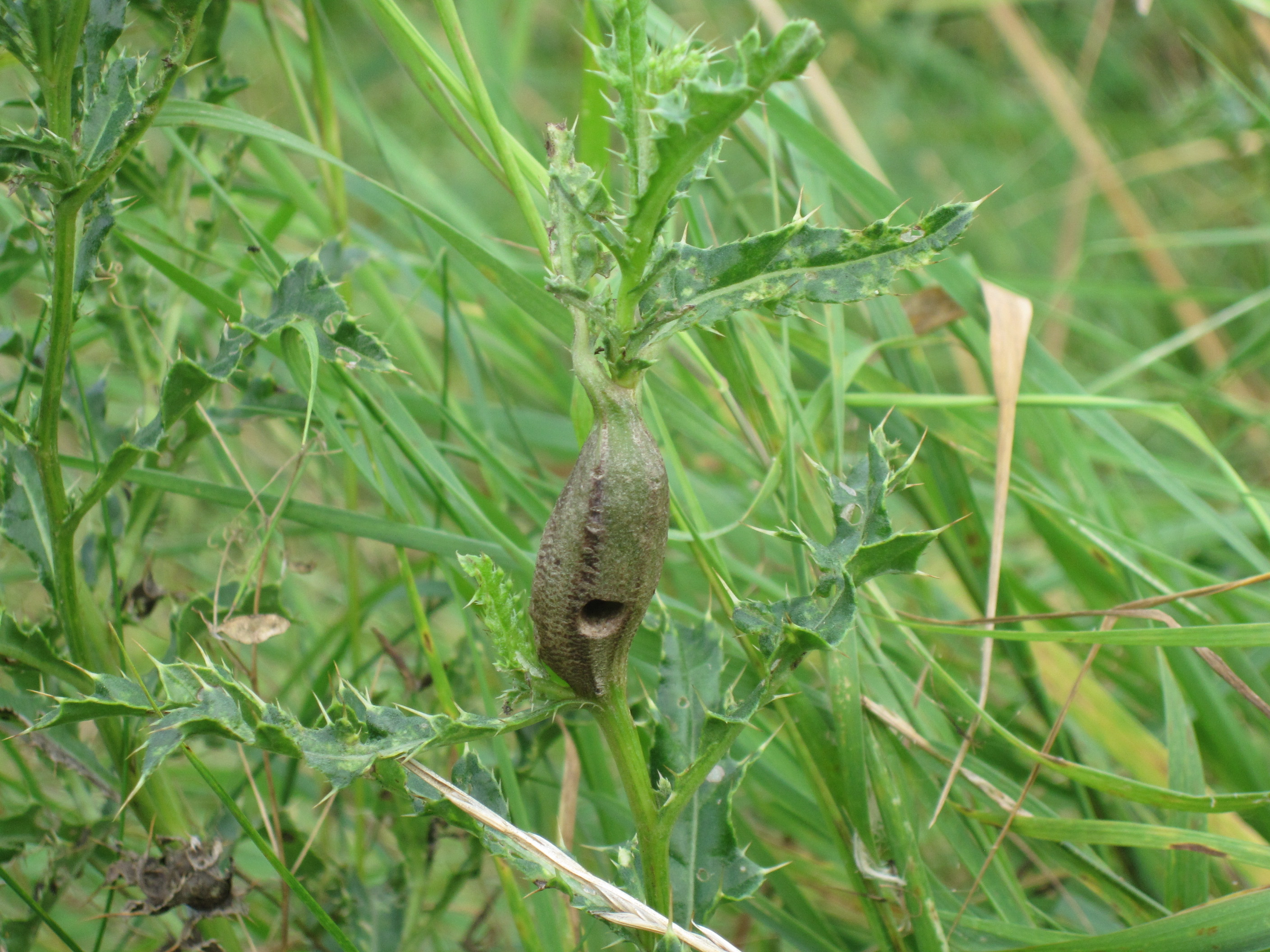
Acker-Kratzdistel mit Galle der Distelbohrfliege (Urophora cardui)

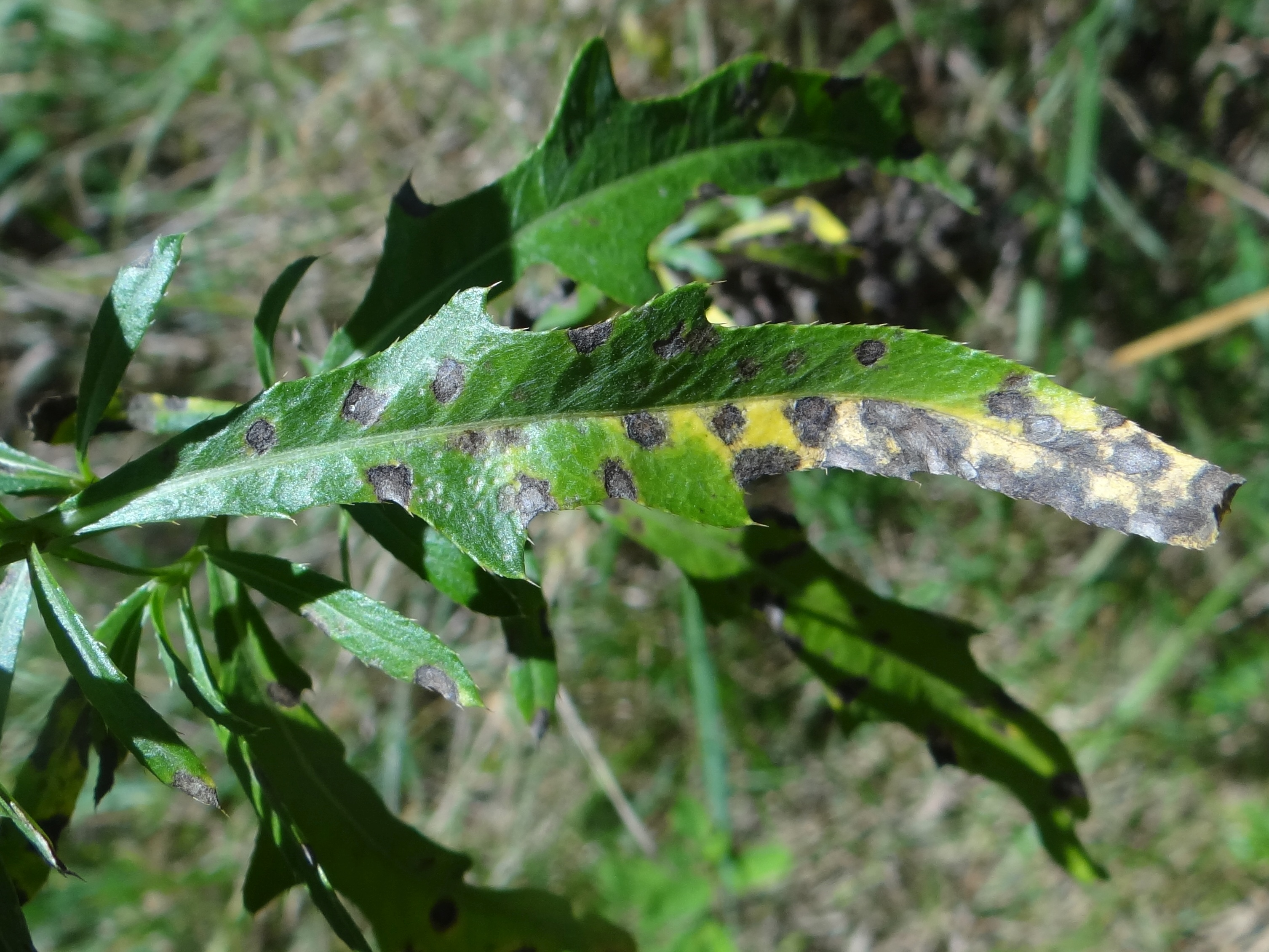
Befall durch den Pilz Ramularia cirsii an Laubblatt

Die Acker-Kratzdistel ist ein Wurzelknospen-Geophyt und ein Tiefwurzler, der bis 2,8 Meter tiefe Wurzeln treibt. Die vegetative Vermehrung der Acker-Kratzdistel erfolgt durch Wurzelsprosse, die aus den tief im Boden liegenden, annähernd waagerecht verlaufenden Ausläuferwurzeln hervorgehen. Es liegt demnach ein Wurzelpionier vor, der auf Äckern und Weiden ein gefürchtetes „Unkraut“ darstellt. Sogar aus kleinen abgehackten Wurzelstückchen können neue Pflanzenexemplare austreiben. Wird der Wurzelstock aber nicht beschädigt oder verletzt, so geht er von selbst schon nach mehreren Jahren zugrunde. Diese Art wurde deshalb von Holm et al. (1977) unter The World's Worst Weeds aufgenommen. Sie spielt aber nur in außertropischen Ländern eine Rolle.
Die Blüten duften nach Honig. Die Griffeläste sind auf der Außenseite dicht mit Fegehaaren besetzt. Diese herauswachsende Griffelbürste schiebt den Pollen aus der sich nach innen entleerenden Staubblattröhre hinaus. Der Nektar steigt in der bis über 10 Millimeter langen Kronröhre bis zum Ausgang. Dadurch ist er Insekten aller Art zugänglich, insbesondere für Tagfalter ist die Acker-Kratzdiste eine wichtige Nektarquelle. Bei schlechtem Wetter findet in den Zwitterblüten spontane Selbstbestäubung statt. In den Blüten ist Cynarin (1,3-O-kaffeoylchinasäure) enthalten.
Die Achänen besitzen einen hygroskopischen Haarkelch (Pappus): Es liegt also ein Schirmchenflieger vor. Dessen Sinkgeschwindigkeit beträgt nur 26 cm/Sekunde, daher werden bei Aufwind Flugweiten über 10 km möglich. Die Früchte sind im August bis Oktober reif, jeweils bereits etwa vier Wochen nach Blühbeginn.
Die Acker-Kratzdistel ist bezüglich ihrer Standortwahl sehr anspruchsvoll, nur an geeigneten Standorten keimen ihre Samen aus.
Am Stängel der Acker-Kratzdistel findet man nicht selten bis über 2 Zentimeter dicke Gallen, hervorgerufen durch die Larven der Distelbohrfliege (Urophora cardui). Aber auch andere Arten aus den Gattungen Aphis, Diplosinarum, Eriophyes, Larinus, Mecaspis, Perrisia, Trioza und Urophora rufen Gallbildungen hervor.
Mehrere Rüsselkäferarten entwickeln sich an der Acker-Kratzdistel, häufig etwa der Distelkurzrüssler oder der Kratzdistelrüssler.
Der Rostpilz Puccinia punctiformis befällt die Acker-Kratzdistel und wird daher auch in Nordamerika und Neuseeland zur Biologischen Schädlingsbekämpfung der Acker-Kratzdistel erfolgreich eingesetzt. Weitere schmarotzende Pilzarten sind Bremia lactucae, Cystopus tragopogonis, Erysibe cichoriacearum, Leptosphaeria ogilviensis, Ophiobolus acuminatus, Pleospora herbarum und Pyrenopeziza gentianae.

## Vorkommen

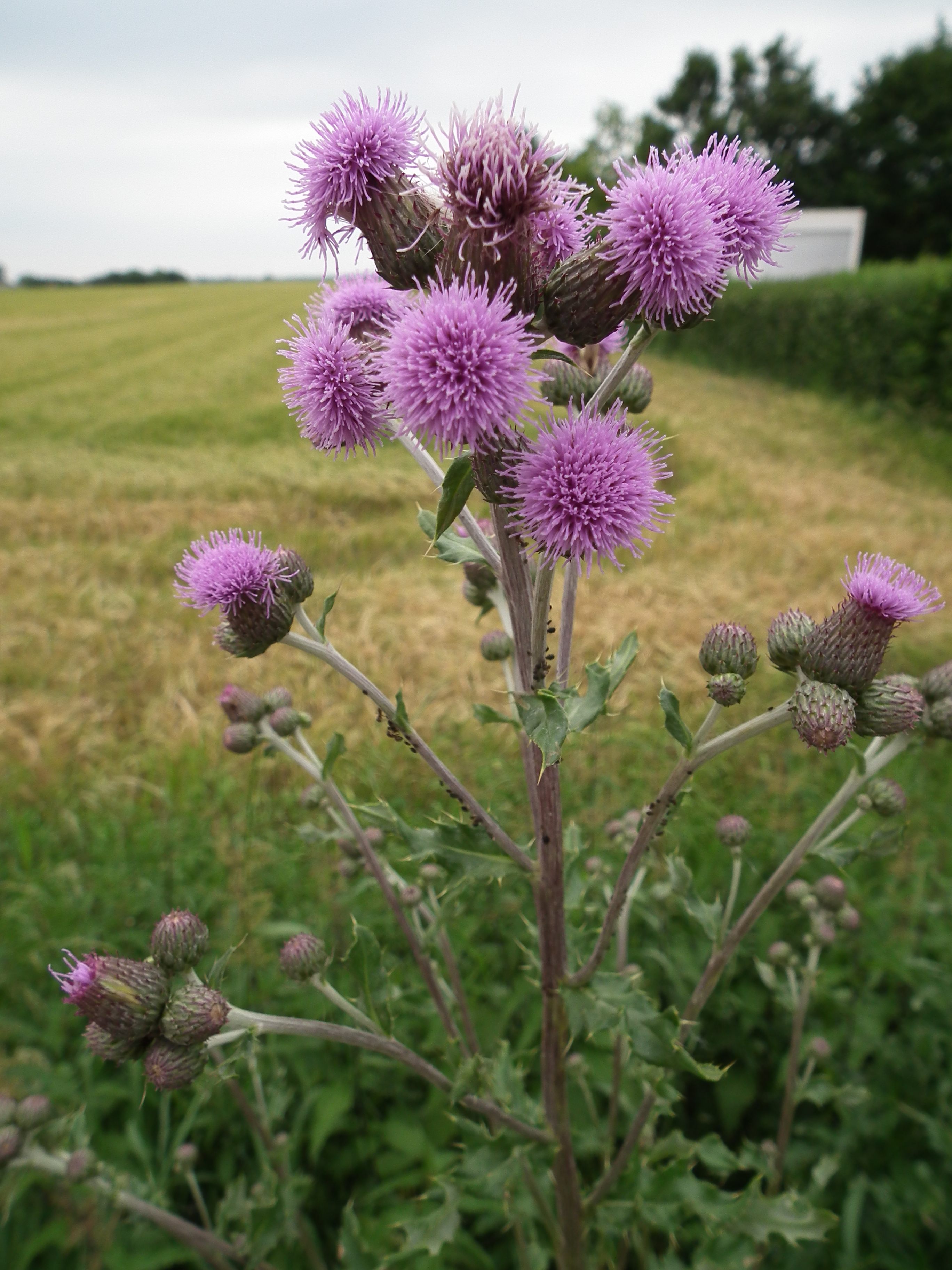
Gesamtblütenstand mit Blütenkörben

Die Acker-Kratzdistel kommt ursprünglich in fast ganz Eurasien und in Algerien vor. In Nord- und Südamerika, in Grönland, in Südafrika und in Australien ist sie ein Neophyt.
Die Acker-Kratzdistel kommt vor allem an Wegrändern und Ruderalstellen in ganz Mitteleuropa vor. Selten wächst sie in Höhenlagen oberhalb 2000 Metern. In den Allgäuer Alpen steigt sie an der Alphütte der neuen Piesenalpe bei Rohrmoos in Bayern bis in eine Höhenlage von 1480 Meter auf. In Tirol bei den Rofenhöfen im Ötztal kommt sie in 2014 Meter, im Kanton Wallis bei Findeln bei 2120 Meter vor.
Die ökologischen Zeigerwerte nach Landolt et al. 2010 sind in der Schweiz: Feuchtezahl F = 3w+ (mäßig feucht aber stark wechselnd), Lichtzahl L = 3 (halbschattig), Reaktionszahl R = 3 (schwach sauer bis neutral), Temperaturzahl T = 3+ (unter-montan und ober-kollin), Nährstoffzahl N = 4 (nährstoffreich), Kontinentalitätszahl K = 3 (subozeanisch bis subkontinental), Salztoleranz = 1 (tolerant).
Die Acker-Kratzdistel ist in Mitteleuropa ein sogenannter Apophyt, da die ursprünglich auf trockenen Waldgrenzstandorten heimische Art auf anthropogene Standorte wechselte, als in Mitteleuropa vor etwa 7000 Jahren Wälder durch Menschen gerodet wurden, um Platz für Äcker zu schaffen. Diese Standorte waren offener als die meisten natürlichen und sie wurden regelmäßig gestört und boten damit der Acker-Kratzdistel optimale Lebensbedingungen. Sie gedeiht am besten auf trockenen Standorten, gelegentlich findet man sie aber auch an feuchteren, halbschattigen Standorten, sowie häufig in Gebüschen und Hecken. Sie gedeiht in Mitteleuropa in Pflanzengesellschaften der Klassen Artemisietea, Agropyretea, Epilobietea und Secalietea.

## Taxonomie
Die Erstveröffentlichung erfolgte 1753 unter dem Basionym Serratula arvensis durch Carl von Linné in Species Plantarum, Band 2, Seite 820. Das Artepitheton arvensis/arvense bedeutet „auf Äckern wachsend“. Die Neukombination zu Cirsium arvense (L.) Scop. wurde 1772 durch Giovanni Antonio Scopoli in Flora Carniolica Exhibens Plantas Carniolae Indigenas et Distributas ..., 2. Auflage, Band 2, Seite 126 veröffentlicht. Es gibt zahlreiche Synonyme.

## Trivialnamen
Für die Acker-Kratzdistel bestehen bzw. bestanden auch die weiteren deutschsprachigen Trivialnamen: Dästel (Siebenbürgen), Tästel (Siebenbürgen), Danoisa (Memmingen), Danoise (Memmingen), Diessel (Ostfriesland), Distel (Österreich), Haberdistel, Landschnecht (St. Gallen), Klein Margendistel (Schlesien), Mausdistel (Göttingen), Ruchdistel (St. Gallen am Oberrhein), Saudistel, Stechdistel (St. Gallen), Stikel (Ostfriesland), Tissel (Helgoland), Tässel (Siebenbürgen) und Warzendistel.

## Bilder

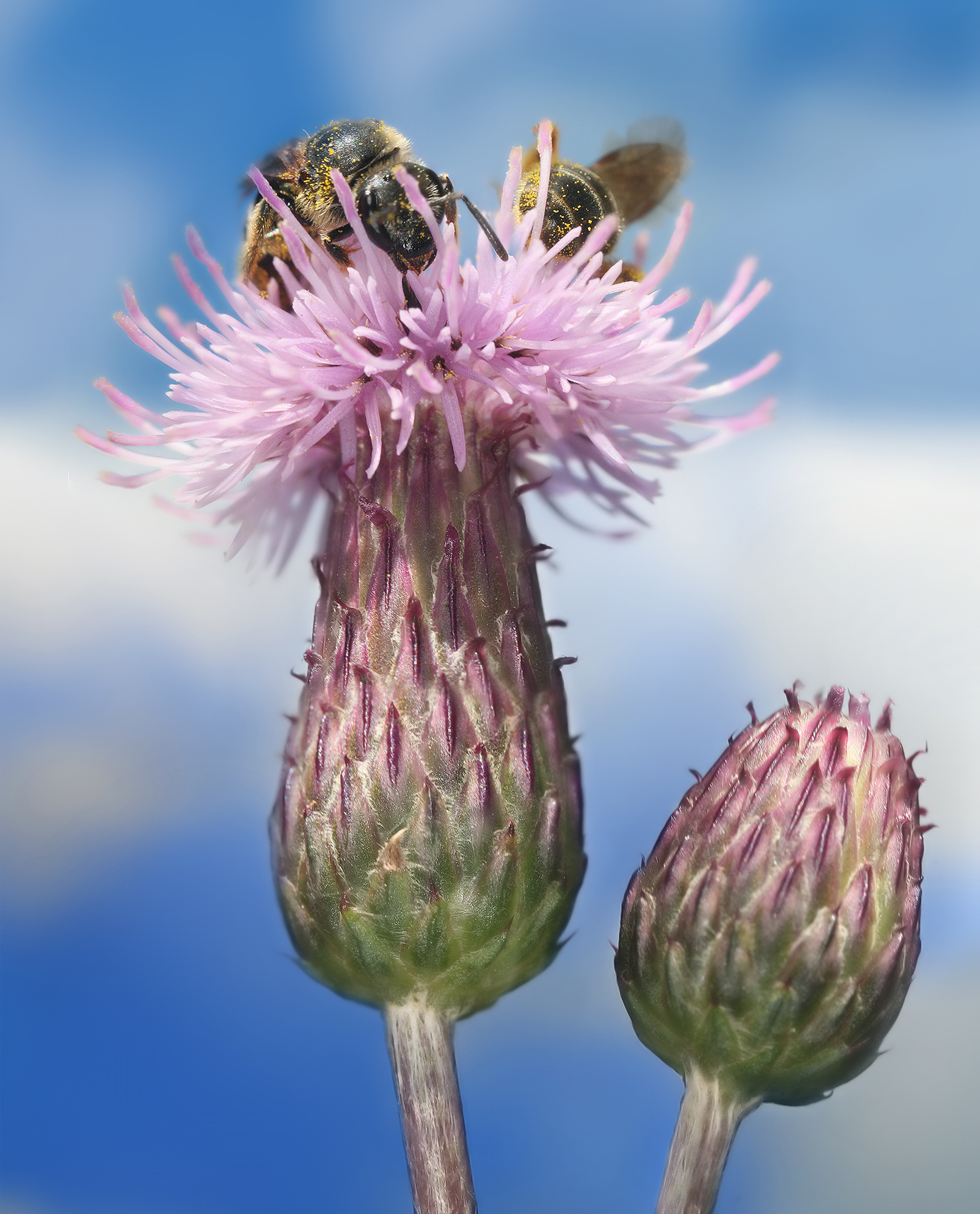
Blütenstand im Detail und Blütenbesucher
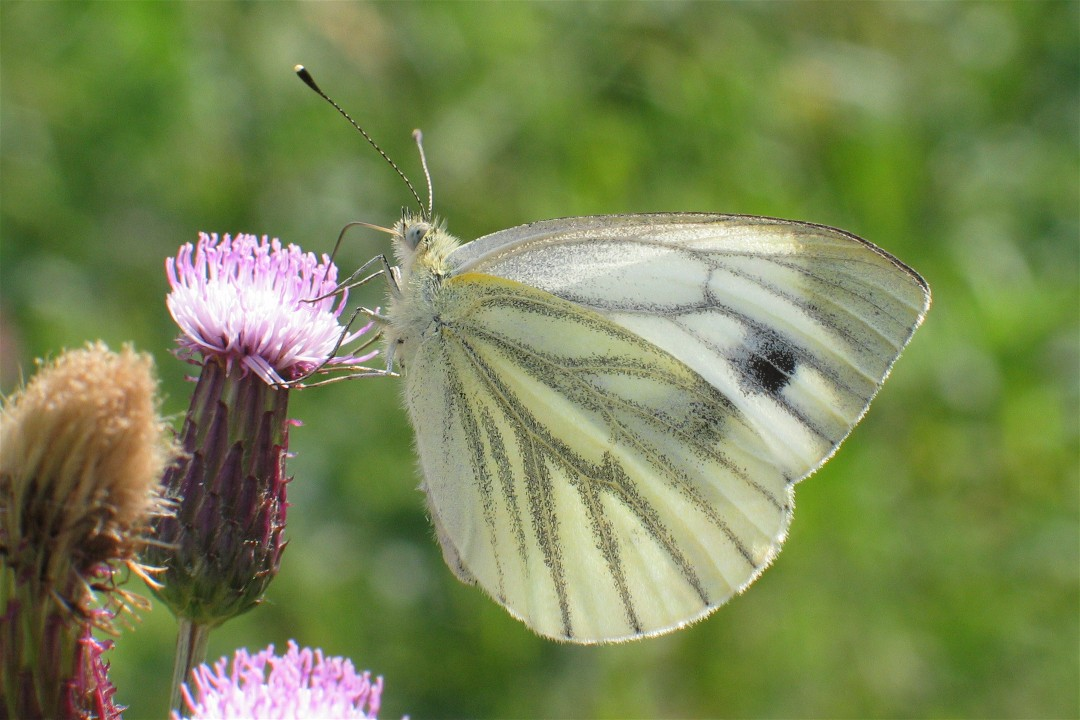
Pieris napi als Blütenbesucher
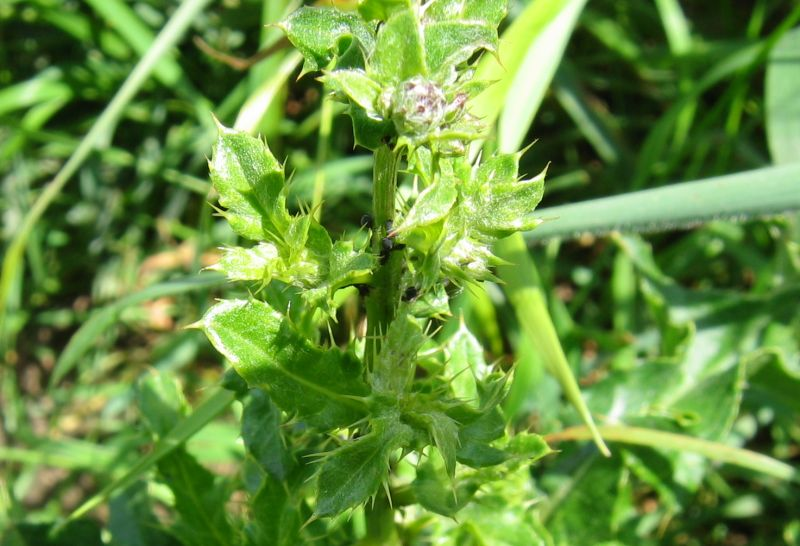
Acker-Kratzdistel vor dem Aufblühen
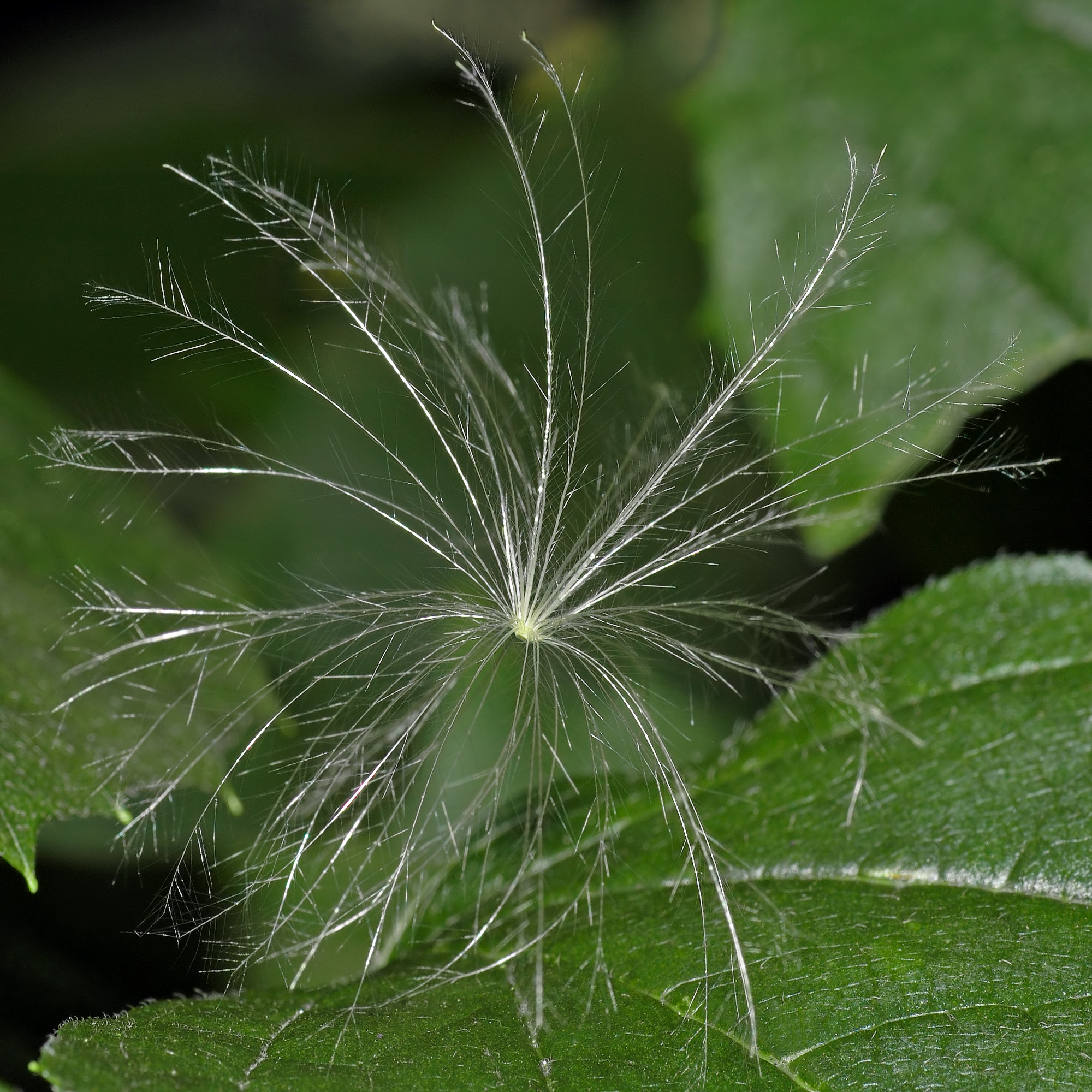
Pappus
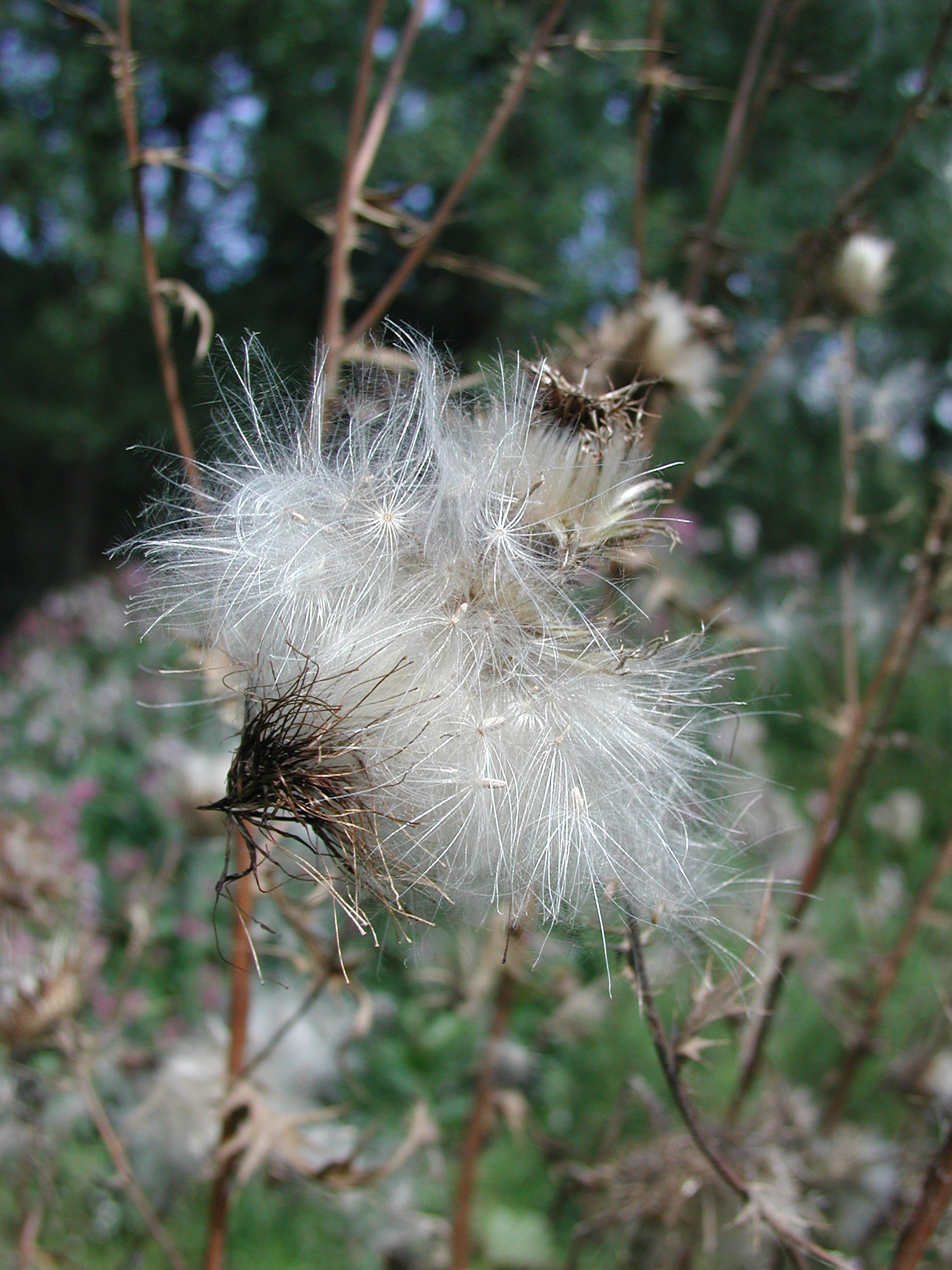
Fruchtstand und Pappus